# コンバット (テレビ番組)
『コンバット』 (COMBAT) は、2007年4月9日から2008年3月31日までフジテレビで放送されていたコント番組である。
この項目では、続編である『コンバット1.5』、『コンバットII』についても扱う。

## 番組概要
次世代のフジテレビ芸人を育成し、大成させる事を目的としている。コントは主に社会風刺をテーマにしているが、それ以外の社会現象も取り上げている。オーディションから選ばれた数組の無名若手芸人が半年ごとに行われる選考会での生き残りをかけてコントを行う。

## 出演者

### レギュラー（番組終了時点）
- あきげん（秋山良人、石井元気）
- ガリバートンネル（三須友博、川島佐助）
- ジャングルポケット（武山浩三(現・おたけ)、斉藤慎二(当時)、太田博久） - Ⅱから出演。
- 上々軍団（岡見時秀、鈴木啓太） - Ⅱから出演。
- BURN（ユイティ(現・高坂友衣)、高田千尋） - Ⅱから出演。
- ぼれろ（渡辺敬介、小庭康正）
- 倉科カナ - 2008年1月21日放送分から出演。

### 準レギュラー
- 宮瀬茉祐子（当時フジテレビアナウンサー）

### 過去のレギュラー
- かたつむり（林大介、中澤章吾） - 番組開始から2007年6月まで出演。
- 平成ノブシコブシ（徳井健太、吉村崇） - 2007年10月15日放送分から出演。
- EE男（山口宇史、八島広樹）

## 内容
- 前番組『CHIMPAN NEWS CHANNEL』（その番組のスタッフも引き継いだこともある）からガラリとジャンルを変え、無名の芸人を深夜枠で起用するというコント番組である。
- 2007年4月9日から9月20日までは、毎週月曜日 - 木曜日 24時35分 - 24時45分の10分間の帯番組として放送されていた。
- 放送開始時は5組合計10人のメンバーであったが、かたつむりが途中降板し、4組8人となる。
- 2007年10月15日から毎週月曜日 24時45分 - 25時10分（『登龍門』枠）での放送となり、同時に平成ノブシコブシが加入して5組10人に戻る。
- 2008年3月31日、「コンバット1万人スペシャルライブ in 幕張メッセ」を開催。
- 2008年3月31日放送分をもって『コンバット』が終了。同年4月12日放送分からは『コンバット1.5』となり、毎週土曜日 25時35分 - 26時05分（『DO!深夜』枠）での放送となる。
- 2008年4月26日放送分をもって『コンバット1.5』が終了。同年5月3日放送分からは『コンバットII』となり、一部メンバーが入れ替わり、6組13人の体制になるが、2008年9月20日放送分をもって終了した。

## コント

### 主なコント
松岡シュウゾウの熱血コント塾
コンバットを代表するコント。松岡修造のパロディ。「熱血！テレ朝男」松岡シュウゾウ（小庭）が、コント収録後、オチの一言があまり面白くなかった場合登場し、「なんで面白いことを言わないんだ!」と指導する。ウィンブルドンベスト8の成績を誇りに思っており、サンプラスやアガシなど、往年の名テニスプレイヤーの名前をよく口にする。テレビ朝日やコナカなどの名前を露骨に出してくる。「シュウゾウサンバ」など、自作の歌（替え歌）もよく歌い、踊る（番組サイトで着信メロディとして配信されている）。そして非常に打たれ弱い。佐藤江梨子とはライバルで、ネタ中に必ず蹴られる。ひどい時にはスタッフに勝手に終了させられる。初期の頃は理不尽にドロップキックをかましたり、ビンタをしたりなど、破天荒な暴力キャラだった。
ちなみに小庭は、『いつみても波瀾万丈』（日本テレビ）の再現VTRで、松岡修造役を担当したことがある。
シュウパン
『ショーパン』のパロディ。アバンタイトルで不定期にやることが多い。司会の松岡シュウゾウ（小庭）が毎回メンバーにボケとツッコミの仕方を要求するが結局グダグダになってしまう。
ヲバ芸
コンバットを代表するコント。ヲタ芸ならぬオバサンに扮したヲバ芸で毎週模したアーティスト（渡辺）の単独歌唱に独特の掛け声と派手な踊りを行うコント。リポーターの宮瀬が公開収録の現場に登場し、オバ様たちにインタビュー。その時は「上品な主婦の皆さん」と紹介される。その途中でお目当てのアーティストがスタジオ入りして収録開始。オバ様ファンたちはそのアーティストを邪魔しないように応援をすることになっているが、結局歌唱の邪魔となっている。曲のイントロの始めは必ず「バーゲン クーポン 通販 てもみん マツケン ウォンビン ジャッジャーン」で始めている。
初めの頃はアップテンポ調の曲だったが、回を重ねるごとにバラードなど色んなアーティストの曲を歌うようになった。どう考えても曲調に合わない曲でも同じような派手な踊り（OAD、PPPH、マワリ、ロマンスなど）で邪魔をし、毎回ではないが、「決めるぞヲバ芸!決めるぞヲバ芸!」と連呼しながらそのアーティストを突き飛ばしたりすることもある。
Y・M・C・A
（Y）ヤッシー（八島）（ヨッシー（吉村））、（M）ミスエ（三須）、（C）チムラン（吉村）（シーちゃん（石井））、（A）アキ（秋山）の4人の会話にある女子高生のリアルな意見をコントにしたコーナー。ちょっと常識のあるミスエの正義が試される。が、大抵結局は他の3人に流されるように犯罪行為などに加担してしまう。
『コンバット 』では女子高生であったが、IIでは卒業し、ミスエは派遣社員として信用金庫で勤務、それ以外の3人はキャバクラ嬢になっている。
お父さんの趣味はコスプレ 〜パニパニパーティー〜
コンバットを代表するコント。コスプレ趣味を持つお父さん（秋山）とそれに理解ができない家族を描くコント。最後にお父さんが「ラブラブ☆胸キュン大作戦」や「美少女戦隊パニパニパーティーのテーマ」曲らしきもの（いずれも『ハレ晴レユカイ』を改編した曲。歌詞はオリジナルでしょこたん語を多用）を歌う。
主な登場キャラクターはチョコントこと島津さん（秋山）、ミッチリンこと富士丸建設開発本部長の三鷹さん（吉村）、ヨッピーヤッピーこと外交省北米局長の西島さん（徳井）、ブリーフ一丁のカメラ小僧韮沢さん（三須）、ギイチ（山口）、ケイコ（宮瀬）、ケンイチ（八島）、サトシ（石井）。
同テーマ曲を歌う度に、息子の結婚が破談、祖母（渡辺）が死亡したことから結婚式→病院→葬式→法廷→ホームレスと次々に展開が進んでいる。
2008年1月21日放送分から「本部長の趣味はコスプレ 〜パニパニパーティーII〜」となり、ミッチリンこと三鷹さんが主人公になっている。続編ではなくパラレルワールド的設定であり、島津さんが前シリーズのような転落人生を歩んでいない。三鷹は毎回必ず倉科に、コスプレが趣味である事をネタに弄ばれる。
『コンバットII』では、「美少女戦隊パニパニパーティー」のファンであるカメラ小僧こと韮沢さん（三須）が、実は財閥の御曹司だったことが明らかになった。
エンタの何様（旧タイトル：エンタの殿様）
「エンタの神様」のパロディ。秋山扮する大日本テレビのプロデューサー・四味一男（よみかずお）（秋山）が「四味理論」として極秘トップ会議を開いたりオーディションに来た芸人にあるあるネタを強要するなど笑いに関する話を語る。
帯番組からの異動後、「エンタの何様」に変更。四味一男がエンタの神様のファンとし、大日本テレビからフジテレビが舞台ということになった（日本テレビ及び五味本人によるクレームの結果かは不明）。
モデルの元である五味一男Pをネタにして皮肉りすぎているため、『「エンタの神様」の笑えぬ裏事情』の記事によると「エンタ」に「コンバット」の芸人を出さないという話になっているらしい（レギュラー決定前にオーディションと収録をしていたと思われる平成ノブシコブシを除く。直前でお蔵入りという噂があったが、2007年12月15日に放送された）。
人気コントの1つだったが、急に放送されなくなってしまった。
説としては、上記にも書いてあるエンタの神様から抗議が来た説と、最後に放送された回で品川庄司の品川祐をネタに使ったところ、本人が激怒し、謝罪騒動にまで発展してしまったためコントを打ち切った品川説がある(雑誌に記述)。
バカドル会
『クイズ!ヘキサゴンII』に出演している人気おバカ4人（香田シン（八島）、つるのタケシ（小庭）、福田サキ（秋山）、若槻チナツ（渡辺））に扮したメンバーと店員（店の舞台は料理屋、レンタルビデオ屋など毎回違う）とのコント。「バカキャラを演じるのは面倒」言いつつ注文の読みを間違え、店員が直すというやりとり。
タカアンドタモ
タカアンドトシに対抗して結成された石橋タカアキ（小庭）とタモリ（山口）のコンビ。タカが本家風のツッコミをいれるが、かなり痛そうなもので、タモがどよめくと言うのがお約束。そのツッコミの様子が最初のスポンサーバックで流れることが多い。
笑顔の伝道師
神様（八島）や仏様（秋山）が毎回不幸な人の前に現れ励ましに来る。ただし、言葉を発しないで、体と顔の表情だけで表現するという極めてシンプルなコント。
すんぱいだーまん
上京した息子（黒板たもつ）（川島）の元に父親（八島）が「すんぱいだ～」（心配だ）とやってくるというコント。
使ったら恥ずかしい業界用語講座
業界用語研究家・バブル玉井（三須）がテレビ業界の裏側を暴露する。
柔道王・八島
柔道経験者の八島がコンバットのメンバーと組手を行う。
ゲゲゲの斬っ太郎
『ゲゲゲの鬼太郎』のパロディ。川島が芸人を斬っていくというもの。
大食い三姉妹
ギャル山（秋山）、ギャル庭（小庭）、ギャル八（八島）の3人が大食いに挑戦する。
ビリーズブートキャンプパロディ
「ライスザブートキャンプ」（山口）「ダビデザブートキャンプ」など。
復帰会見 語学留学の成果
KAT-TUNの赤西仁（青西ジン）（山口）の復帰会見のパロディ。
リア・クション
リア・ディゾン（渡辺）のパロディ。様々なシチュエーションでリアクションを取る。
八島校長
八島校長（八島）が生徒の質問に答える。納得のいかない答えだと、頭上にタライが落ちてくる。
アキラさん 銀幕の大物スター→アキラさんとジョーとルリルリ 銀幕の大物スター
小林旭扮するアキラさん（吉村）、ジョー（三須）、ルリルリ（渡辺）が何かと挑戦状をぶつける。
主にマシュマロキャッチのゲームが多い。当然、食材を使うためクレーム対策でエンディングには「サスケが美味しく食べました」のテロップを上に出し、ガリバートンネル・川島が食べる。
大物放送作家 丸井先生
とんねるずに「みたいな」を教えた(?)丸井（吉村）が、芸人やスタッフたちの前に現れ、くだらないことを言って笑わせようとする。
敏感マネージャー
敏腕ならぬ敏感マネージャーの守杉子（吉村）が、「タレントのイメージに合わない」として、AD（秋山）とディレクター（徳井）の打ち合わせにことごとく拒否する。
鱈礼場ゲイ介Pの戦略
コンバットプロデューサー（設定）の鱈礼場ゲイ介プロデューサー（名前の通りゲイ）（三須）がメンバー全員に「今流行しているお笑い芸人にのっかれ!」とその芸人に沿ったネタをさせる。
エリカ様の気になること 〜吉尻NEX〜
沢尻エリカ（吉村）およびPEPSI NEXのパロディ。「アタシ、あんたの生き方嫌いじゃないよ」で始まり、PEPSI NEXを模った人物に向けて話しかける。
自称韓流芸人
韓国の芸人を名乗る、黒人お笑いコンビ「チャプチェーズ」（キム・チー（吉村）、チャン・ジー（山口）が「爆笑ブルーカーペット」（爆笑レッドカーペットのパロディ）のオーディションに登場し、韓国人とは思えないようなアメリカンジョークを絡めたショートコントを披露する。
クロース 頂点（てっぺん）を目指す男達
クローズのパロディ。頂点を目指す者（不定）が不良グループを挑発させるがことごとく失敗する。
石井ちゃんの唇は俺のモノ!
女装をした石井にキスをするために、メンバー全員で様々な昔のお色気番組にあったようなベタなゲームに挑戦する。
石井ちゃんへお笑いに関する100の質問
女装姿の石井に吉村がカメラを回しインタビューをする。
タモさんのマニアックモノマネ
タカアンドタモ（前述）に登場したタモ（山口）がモノマネをする。主にエンディングで行われることが多い。
ムチャップリン
「棒を横に持ち鉄棒の上を歩く」「逆立ちしてすべり台を滑る」など。渡辺がチャップリンの格好（上半身は裸）で無茶なチャレンジをする。
ルーキーっす!
ドラマ『ROOKIES』のパロディ。一癖ある教師が、野球部の監督に就任する。
ラスト・フレズ
ドラマ『ラスト・フレンズ』のパロディ。女性（高坂）が友人（倉科）に迫るが失敗。結局、友人の彼氏（鈴木）が登場し、家を追われる。
この中だったら…
3人組アイドルユニット（perfumeがモチーフ）（高坂、岡見、石井）の中で、「誰が一番タイプか？」を男性視聴者（武山、鈴木、渡辺）が話し合う。高坂だけが選ばれず、視聴者にキレる。
クイズ・ヘイキサゴン
テレビで公開しても「平気」な出演者の秘密（実際は隠しておきたい秘密である）を、クイズ形式で暴露するコーナー。
青森の嫁
青森出身の花嫁（高坂）とその父（太田）の親子愛を描くコント。盛り上がってくると、津軽弁で話し出すため、２人の世界になってしまい、瓶を頭で叩き割る、銃を発砲するなど父が大暴走していく。
ギャルの嫁
ギャルの花嫁（高田）とその父（斉藤）のコント。
ピアノマン
彼氏にひどい振られ方をする女性（倉科）に、ピアノマンこと光顔過男（岡見）が自作の歌を演奏し、プレゼントする。女性は胸を打たれるが、光顔から気持ち悪い要求をされ、ビンタをして去っていく。
マッチョマン
マッチョマン（太田）が海パン一丁で大暴走する。後にタケヤマッチョマン（武山）、マッチョウーマン（高坂）も登場した。
クリス・ヘップラー
英会話番組の講師「クリス・ヘップラー」（斉藤）が、自作の例文を使い、構文を紹介していく。例文は下ネタの要素が強いものであり、司会（太田）からは批判を受けるが、なぜか生徒からは好評である。
笑いを語る男 〜実録・たまりの川島佐助〜
「コンバットで最も出番の少ない男」川島佐助が、メンバーの笑いに関する悩みに対し、熱く持論を展開する。しかし誰にも相手にされず、挙句の果てにメンバーはコントの収録に行ってしまい、出番のない川島は1人取り残される。
卒業 〜贈る言葉〜
最終回で放送された企画。「コンバットで最も出番の少ない男」川島佐助が、メンバー1人1人に対してダメ出しを行う。

### その他のコント
ダビデ君
ベテラン衣装・珍田さん
デリカシーのないすし屋
マイクパフォーマンス
キス&クライ
質屋に駆け込む人々
3年B組に新しい先生がやってきた!
ジョージ&ジェニファー
お笑い芸人養成所NSCS
お笑い講師・面白男
貪欲タレントグッキーと松木さん
熱血演出家 全力出洲男の挑戦
秋砂親方 緊急懺悔会見
NEVER GIVE UP! 祈れば出来る!!
KYを恐れる女たち
ソーリーズ
コンバットナイトライフ講座
一本背 負
植田家の人々
祭り好きの男
バイトにかける男
食わへんの次郎
評論女
シンジとヒロ
ダルビッチュ

## 特別番組
- 2007年9月22日は「コンバットSP」として23時10分 - 23時55分（「土曜ドラマ」枠）で放送。初の全国進出となる。
  - ゲストには「Y・M・C・A」&「ヲバ芸」には佐藤江梨子（「ヲバ芸」は1本目は女子アナinヲバ芸として、2本目は佐藤本人の希望で参加）、「バカドル会」には里田まい、スザンヌ、上地雄輔。その他は『ギャル曽根vs大食い三姉妹ガチンコ大食い対決』でギャル曽根が大食いコーナーのゲストとしてコンバットメンバーの3人と対決した。
- 2007年12月23日は「コンバット 年末1時間スペシャル」として24時25分 - 25時25分（サンパラ枠）で放送。
  - 同時ネット局は岩手めんこいテレビ、通常遅れネット局の北海道文化放送、仙台放送、新潟総合テレビ、テレビ静岡、岡山放送、テレビ長崎でも放送された。
  - さらに遅れネット局は関西テレビ（12月30日25時35分 - 26時35分）、テレビ愛媛（12月30日23時30分 - 24時30分）、富山テレビ（12月30日24時30分 - 25時30分）、沖縄テレビ（12月31日24時50分 - 25時50分）、テレビ新広島（2008年1月3日24時35分 - 25時35分）、東海テレビ（1月4日28時10分 - 29時10分）、テレビくまもと（1月5日24時55分 - 25時55分）、さくらんぼテレビ（1月10日24時35分 - 25時35分）とそれぞれ後日放送された。
- ゲストとして、佐藤江梨子、小島よしお、中川翔子（以上「パニパニパーティーSP」）、木下優樹菜（=ユキナ、「Y・M・C・A」）が出演。佐藤と小島はお父さんの代役を決めるオーディションの参加者として、中川は公開収録のゲスト（アキバの女神 しょこたん様）として参加。小島以外のゲストが出演していた場面では、最後に松岡シュウゾウが乱入した。
- 2008年3月31日は1時間スペシャルとして24時35分 - 25時35分で放送。ゲストは木下優樹菜、エド・はるみ（パニパニパーティー）、AKB48（ヲバ芸）。

## 備考
- 初回放送（2007年4月9日）では35分拡大し、番組のイントロダクションを放送した。
- 公開収録（ライブ）では1万人の観客を集めた。
- 出演者の顔と名前を覚えてもらうためか、企画コーナーの際には、個人名とコンビ名のテロップが入る回数が多かった。
- 2008年1月7日放送分では各コントの未公開シーンが放送。その中で「ヲバ芸」の「恋人はサンタクロース」（松任谷ユミ）回では吉村が激しい踊りで腰を痛め（TAKE6）、TAKE7でようやく成功したシーンがあった。
- 2008年にDVDが発売される予定であったが、生産中止となっている[1]。

## スタッフ
- チーフプロデューサー：伊藤征章
- プロデューサー：朝妻一
- 総合演出：小仲正重
- 制作：フジテレビバラエティ制作センター

### 過去のスタッフ
- プロデューサー：江本薫、伊藤亜津子

## ネット局と放送時間

### 2007年4月 - 2007年9月
| 放送対象地域 | 放送局                    | 放送日時                            | 備考       |
| ------------ | ------------------------- | ----------------------------------- | ---------- |
| 関東広域圏   | フジテレビ（CX）          | 月曜日 - 木曜日 24時35分 - 24時45分 | 制作局     |
| 岩手県       | 岩手めんこいテレビ（MIT） | 月曜日 - 木曜日 24時35分 - 24時45分 | 同時ネット |
| 宮城県       | 仙台放送（OX）            | 月曜日 - 木曜日 24時35分 - 24時45分 | 同時ネット |
| 静岡県       | テレビ静岡（SUT）         | 月曜日 - 木曜日 24時35分 - 24時45分 | 同時ネット |
| 広島県       | テレビ新広島（TSS）       | 月曜日 - 木曜日 24時35分 - 24時45分 | 同時ネット |

### 2007年10月 - 2008年3月
| 放送対象地域   | 放送局                    | 放送日時                                                                                    | 備考                                         |
| -------------- | ------------------------- | ------------------------------------------------------------------------------------------- | -------------------------------------------- |
| 関東広域圏     | フジテレビ（CX）          | 月曜日 24時45分 - 25時10分                                                                  | 制作局                                       |
| 北海道         | 北海道文化放送（UHB）     | 木曜日 25時20分 - 25時45分                                                                  | 17日遅れ                                     |
| 岩手県         | 岩手めんこいテレビ（MIT） | 月曜日 24時45分 - 25時10分                                                                  | 同時ネット                                   |
| 宮城県         | 仙台放送（OX）            | 月曜日 25時45分 - 26時10分                                                                  | 7日遅れ                                      |
| 山形県         | さくらんぼテレビ（SAY）   | 木曜日 24時35分 - 25時00分                                                                  | 17日遅れ                                     |
| 新潟県         | 新潟総合テレビ（NST）     | 水曜日 24時35分 - 25時00分                                                                  | 9日遅れ                                      |
| 富山県         | 富山テレビ（BBT）         | 火曜日 25時40分 - 26時05分                                                                  | 22日遅れ                                     |
| 長野県         | 長野放送（NBS）           | 月曜日 24時35分 - 25時00分                                                                  | 7日遅れ                                      |
| 静岡県         | テレビ静岡（SUT）         | 月曜日 24時45分 - 25時10分                                                                  | 7日遅れ                                      |
| 中京広域圏     | 東海テレビ（THK）         | 水曜日 25時10分 - 25時40分                                                                  | 16日遅れ                                     |
| 関西広域圏     | 関西テレビ（KTV）         | 月曜日 25時00分 - 25時25分                                                                  | 14日遅れ 2008年3月17日を以ってネット打ち切り |
| 岡山県・香川県 | 岡山放送（OHK）           | 木曜日 24時55分 - 25時20分                                                                  | 17日遅れ                                     |
| 広島県         | テレビ新広島（TSS）       | 水曜日 25時05分 - 25時30分（～2008年1月16日） 水曜日 25時20分 - 25時45分（2008年1月23日～） | 9日遅れ                                      |
| 愛媛県         | テレビ愛媛（EBC）         | 金曜日 14時35分 - 15時00分                                                                  | 25日遅れ                                     |
| 福岡県         | テレビ西日本（TNC）       | 火曜日 24時50分 - 25時15分                                                                  | 8日遅れ                                      |
| 佐賀県         | サガテレビ（STS）         | 火曜日 24時35分 - 25時00分                                                                  | 22日遅れ                                     |
| 長崎県         | テレビ長崎（KTN）         | 火曜日 24時45分 - 25時10分                                                                  | 50日遅れ                                     |
| 熊本県         | テレビ熊本（TKU）         | 土曜日 25時15分 - 25時40分                                                                  | 19日遅れ                                     |
| 沖縄県         | 沖縄テレビ（OTV）         | 火曜日 14時05分 - 14時30分                                                                  | 8日遅れ                                      |

### 2008年4月
| 放送対象地域   | 放送局                    | 放送日時                   | 備考                |
| -------------- | ------------------------- | -------------------------- | ------------------- |
| 関東広域圏     | フジテレビ（CX）          | 土曜日 25時35分 - 26時05分 | 制作局              |
| 北海道         | 北海道文化放送（uhb）     | 土曜日 25時35分 - 26時05分 | 同時ネット          |
| 岩手県         | 岩手めんこいテレビ（mit） | 月曜日 24時45分 - 25時15分 | 9日遅れ             |
| 宮城県         | 仙台放送（OX）            | 月曜日 24時45分 - 25時15分 | 9日遅れ             |
| 山形県         | さくらんぼテレビ（SAY）   | 木曜日 24時35分 - 25時05分 |                     |
| 新潟県         | 新潟総合テレビ（NST）     | 土曜日 25時35分 - 26時05分 | 同時ネット          |
| 富山県         | 富山テレビ（BBT）         | 火曜日 25時40分 - 26時10分 |                     |
| 長野県         | 長野放送（NBS）           | 月曜日 24時35分 - 25時05分 |                     |
| 静岡県         | テレビ静岡（SUT）         | 月曜日 24時45分 - 25時15分 | 9日遅れ             |
| 中京広域圏     | 東海テレビ（THK）         | 金曜日 26時05分 - 26時35分 | 20日遅れ            |
| 岡山県・香川県 | 岡山放送（OHK）           | 土曜日 25時35分 - 26時05分 | 同時ネット          |
| 広島県         | テレビ新広島（TSS）       | 月曜日 24時35分 - 25時05分 | 9日遅れ             |
| 福岡県         | テレビ西日本（TNC）       | 木曜日 24時35分 - 25時05分 | 12日遅れ            |
| 佐賀県         | サガテレビ（sts）         | 火曜日 24時35分 - 25時05分 |                     |
| 大分県         | 大分放送（OBS）           | 火曜日 24時25分 - 24時55分 | 24日遅れ、TBS系列局 |
| 沖縄県         | 沖縄テレビ（OTV）         | 土曜日 25時05分 - 25時35分 |                     |

### 2008年5月 - 2008年9月
| 放送対象地域   | 放送局                    | 放送日時                   | 備考                |
| -------------- | ------------------------- | -------------------------- | ------------------- |
| 関東広域圏     | フジテレビ（CX）          | 土曜日 25時35分 - 26時05分 | 制作局              |
| 北海道         | 北海道文化放送（uhb）     | 土曜日 25時35分 - 26時05分 | 同時ネット          |
| 岩手県         | 岩手めんこいテレビ（mit） | 月曜日 24時45分 - 25時15分 | 9日遅れ             |
| 宮城県         | 仙台放送（OX）            | 月曜日 24時45分 - 25時15分 | 9日遅れ             |
| 山形県         | さくらんぼテレビ（SAY）   | 木曜日 24時35分 - 25時05分 |                     |
| 新潟県         | 新潟総合テレビ（NST）     | 土曜日 25時35分 - 26時05分 | 同時ネット          |
| 富山県         | 富山テレビ（BBT）         | 火曜日 25時40分 - 26時10分 |                     |
| 長野県         | 長野放送（NBS）           | 月曜日 24時35分 - 25時05分 |                     |
| 静岡県         | テレビ静岡（SUT）         | 月曜日 24時45分 - 25時15分 | 9日遅れ             |
| 中京広域圏     | 東海テレビ（THK）         | 金曜日 26時05分 - 26時35分 | 20日遅れ            |
| 岡山県・香川県 | 岡山放送（OHK）           | 土曜日 25時35分 - 26時05分 | 同時ネット          |
| 広島県         | テレビ新広島（TSS）       | 月曜日 24時35分 - 25時05分 | 9日遅れ             |
| 福岡県         | テレビ西日本（TNC）       | 木曜日 24時35分 - 25時05分 | 12日遅れ            |
| 佐賀県         | サガテレビ（sts）         | 火曜日 24時35分 - 25時05分 |                     |
| 大分県         | 大分放送（OBS）           | 火曜日 24時25分 - 24時55分 | 24日遅れ、TBS系列局 |
| 沖縄県         | 沖縄テレビ（OTV）         | 土曜日 25時05分 - 25時35分 |                     |
| 熊本県         | テレビ熊本（TKU）         | 土曜日 25時05分 - 25時35分 |                     |